# Обліпиха
Обліпиха, або щець (Hippophae) — рід багаторічних рослин родини маслинкових, що налічує 7 видів євразійського поширення. Це дводомні кущі або дерева від 0,1–0,5 до 10–15 м заввишки; листки лінійно- ланцетні, чергові, зверху зелені, зісподу сріблясто-сірі; квітки одностатеві, дрібні; плід — овальна або майже куляста несправжня кістянка жовтого, оранжевого або оранжево-червоного кольору.

## Ботанічний опис

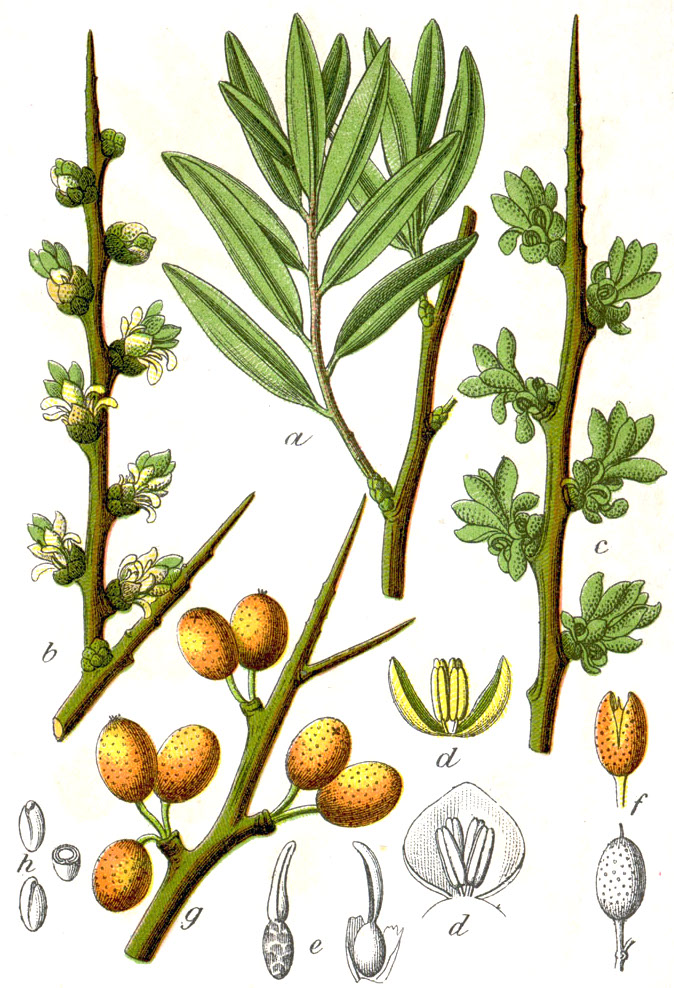
Ботанічна ілюстрація Якоба Штурма з книги Deutschlands Flora in Abbildungen, 1796

Чагарники або дерева, здебільшого колючі, від 0,1 до 3–6 м (рідко до 15 м) заввишки.
Листя чергове, вузьке і довге, зелене в дрібних точках зверху, сірувато-біле або сріблясте, або іржаво-золотисте з нижньої сторони (від білих і буруватих лусочок і волосків, що їх укривають).
Квітки з'являються раніше листя. Вони одностатеві дрібні, непоказні і сидять або скупчено, в коротких колосоподібному суцвітті при основі молодих пагонів (чоловічі), або по одному (рідше по 2–5) в пазусі покриває лусочки (жіночі); рослини дводомні.
Оцвітина проста, двороздільна; у чоловічій квітці квітколоже плоске, в жіночому — увігнуте, трубчасте; тичинок чотири (дуже рідко три); маточка одна, з верхньою, одногніздовою, односім'яною зав'яззю, і з 2-роздільною приймочкою. Квітки запилюються вітром, рідше комахами.
Плід кістянка, що складається з горішка, одягненого розрісся, соковитим м'ясистим, гладеньким квітколожем. Плоди помаранчеві або червонуваті, їх багато, вони густо розташовані і як би «обліплюють» гілки (звідси й українська назва рослини). Плід має кулясту або витягнуту форму.
Рослини розмножуються насінням і вегетативно.

## Класифікація
Відомо 7 видів:
- Hippophae gyantsensis (Rousi) Y.S.Lian
- Hippophae litangensis Y.S.Lian & Xue L.Chen ex Swenson & Bartish
- Hippophae neurocarpa S.W.Liu & T.N.He
- Hippophae rhamnoides L. typus — обліпиха звичайна
- Hippophae salicifolia D.Don. — обліпиха верболиста
- Hippophae sinensis (Rousi) Tzvelev
- Hippophae tibetana Schltdl. — обліпиха тибетська